# Rhyacia achtalensis
Rhyacia achtalensis là một loài bướm đêm trong họ Noctuidae.